# Полужье (станция)
Полу́жье — железнодорожная станция на линии Брянск — Гомель. Расположена в поселке Хутор-Бор Выгоничского района Брянской области между станциями Свень и Выгоничи. Изначально была названа Па́лужье — по одноимённому селу в 5 километрах на северо-запад, на другом берегу Десны. Станция возникла в 1887 году при строительстве Полесских железных дорог.

## Расписание движения
Поезда дальнего следования делают на станции только техническую остановку, поэтому пассажиров обслуживают исключительно пригородные поезда. Они связывают Полужье с Брянском, Выгоничами, Почепом и Унечей.